# Mark Turner (ricercatore)
Mark Turner (1954) è un linguista statunitense.
È professore di scienze cognitive presso la Case Western Reserve University. Ha vinto un Anneliese Maier Research Prize dalla Fondazione Alexander von Humboldt (2015) e un Grand Prix (Prix du Rayonnement de la langue et de la littérature françaises) dell'Accademia di Francia (1996) per il suo lavoro in questo campo. Turner e Gilles Fauconnier fondarono la teoria del Conceptual blending ("fusione concettuale"), presente in libri di testo ed enciclopedie. Turner è anche direttore del Cognitive Science Network (CSN)  e condirettore del Distributed Little Red Hen Lab.

## Pubblicazioni
- Death is the Mother of Beauty: Mind, Metaphor, Criticism (University of Chicago Press, 1987)
- More Than Cool Reason: A Field Guide to Poetic Metaphor (with George Lakoff, University of Chicago Press, 1989)
- Reading Minds: The Study of English in the Age of Cognitive Science (Princeton University Press, 1991)
- The Literary Mind: The Origins of Thought and Language (Oxford University Press, 1996)
- Cognitive Dimensions of Social Science: The Way We Think About Politics, Economics, Law, and Society (Oxford University Press, 2001)
- The Way We Think: Conceptual Blending and the Mind's Hidden Complexities (with Gilles Fauconnier, Basic Books, 2002)
- The Artful Mind: Cognitive Science and the Riddle of Human Creativity (Oxford University Press, 2006)
- Clear and Simple as the Truth: Writing Classic Prose Second Edition (with Francis-Noël Thomas, Princeton University Press, 2011) ISBN 978-0-691-14743-7.
- The Origin of Ideas: Blending, Creativity, and the Human Spark (Oxford University Press, 2014)